# Santa Maria in Calanca
Santa Maria in Calanca (Lombardisch: Santa Maria) is een gemeente en plaats in het Zwitserse kanton Graubünden, en maakt deel uit van het district Moësa.
Santa Maria in Calanca telt 96 inwoners.